# Stefan Heiny
Stefan Heiny (9 juli 1982) is een Duits wielrenner.

## Overwinningen
2002
- Nassach
- Bruggen

2004
- Reute - LBS Cup

2006
- Rheinfelden

2007
- 2e en 5e etappe Ronde van Gabon
- Ludwigshaven